# هلموت ران
هلموت ران (به آلمانی: Helmut Rahn) معروف به «رئیس» بازیکن اهل آلمان است که گل پیروزی پخش تیم ملی فوتبال آلمان را درفینال جام جهانی فوتبال ۱۹۵۴ به ثمر رساند.